# Uppsala General Catalogue

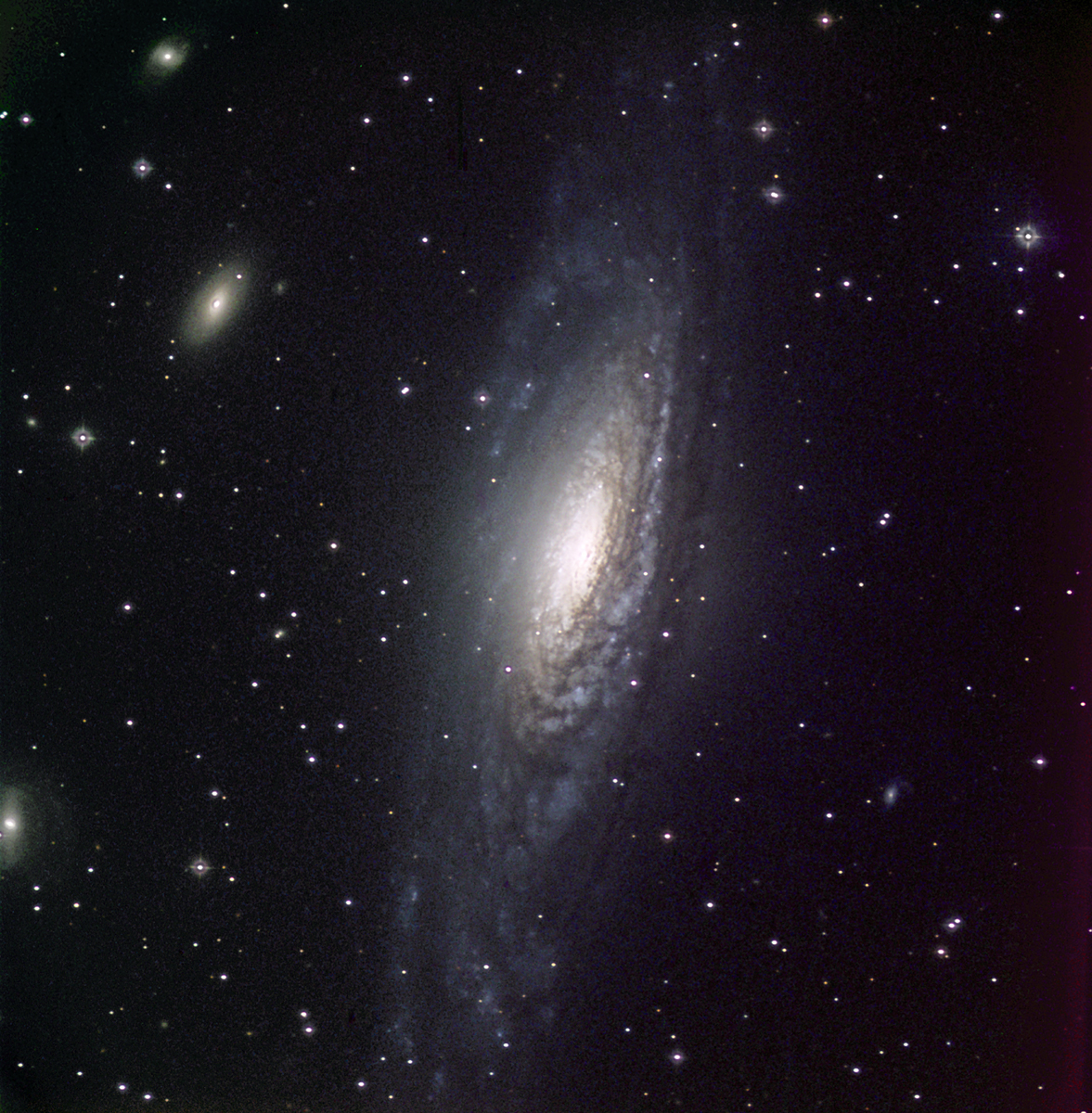
NGC 7331 (UGC 12113), spirální galaxie v souhvězdí Pegase, jedna z galaxií v katalogu UGC

Uppsala General Catalogue (zkr. UGC) je astronomický katalog galaxií, který v roce 1973 vydal Peter Nilson na astronomické observatoři patřící Uppsalské univerzitě. Katalog obsahuje 12 921 galaxií viditelných na severní polokouli.

## Popis katalogu
Katalog obsahuje všechny galaxie ležící severně od deklinace -2°30′0″, jejichž úhlová velikost je větší než 1,0′ a které zároveň mají hvězdnou velikost jasnější než 14,5. Hlavním podkladem pro jeho vytvoření byly fotografické snímky pořízené v modré oblasti světelného spektra v rámci Palomar Observatory Sky Survey (POSS). Do katalogu byly zařazeny také galaxie menší než 1,0′, avšak jasnější než 14,5 hvězdné velikosti, které pocházely z Catalogue of Galaxies and of Clusters of Galaxies (CGCG) Fritze Zwickyho.
Katalog obsahuje popis galaxií a jejich okolí, jejich třídu podle Hubbleova klasifikace galaxií a poziční úhel zploštělých nebo z boku viděných galaxií. Uvádí také jejich úhlovou velikost v modrém světle a podrobný popis jejich vzhledu na fotografiích. Autoři vyvinuli systém třídění, který zahrnoval zvláštní vlastnosti galaxií, jako jsou interakce s jinými galaxiemi, deformace tvaru, spojovací můstky hmoty, výtrysky nebo oblačné struktury. Přesnost uvedených souřadnic byla dostatečná pro identifikaci objektů na obloze.
Později byl ke katalogu vydán dodatek s názvem Uppsala General Catalogue Addendum, zkráceně UGCA.